# 荒城の月 (銘菓)
荒城の月 （こうじょうのつき）は、大分県竹田市の銘菓で、黄身餡を淡雪羹で包んだふわふわとした食感の「月」をイメージした生菓子である。

## 概要
江戸時代には岡藩主に献上され「夜越の月」（やごえのつき）と呼ばれていたが、竹田市出身の作曲家である瀧廉太郎が同市の岡城を想いつつ「荒城の月」を作曲したという逸話にちなみ、1934年（昭和9年）又は1935年（昭和10年）に「荒城の月」と名付けられた。 　 
竹田市にある但馬屋老舗が製造・販売している。同じく竹田銘菓である「三笠野」と詰め合わせの商品もある。
なお、竹田市の川口自由堂も「荒城の月」を製造・販売する和菓子店だったが、原材料の高騰や後継者不在のため、2024年（令和6年）5月25日に閉店した。